# Mistrovství světa v basketbalu žen 2022
19. Mistrovství světa v basketbalu žen 2022 proběhlo od 22. září do 1. října 2022 v Austrálii. Titul obhájila reprezentace Spojených států, celkem po jedenácté. Jednalo se o jejich 4. titul mistra světa v řadě. 
Oproti minulým ročníkům hrálo 12 týmů namísto 16.  

## Pořadatelské město
| Austrálie, Sydney |                     |
| Sydney SuperDome  | State Sports Centre |
| Kapacita: 21 032  | Kapacita: 5 006     |

## Základní skupiny

### Skupina A
| Poř. | Tým                 | Z | V | P | VB  | OB  | +/-  | B  | Výsledek              |
| ---- | ------------------- | - | - | - | --- | --- | ---- | -- | --------------------- |
| 1.   | USA                 | 5 | 5 | 0 | 536 | 305 | +231 | 10 | postup do čtvrtfinále |
| 2.   | Čína                | 5 | 4 | 1 | 444 | 287 | +157 | 9  | postup do čtvrtfinále |
| 3.   | Belgie              | 5 | 3 | 2 | 364 | 349 | +15  | 8  | postup do čtvrtfinále |
| 4.   | Portoriko           | 5 | 2 | 3 | 341 | 400 | −59  | 7  | postup do čtvrtfinále |
| 5.   | Jižní Korea         | 5 | 1 | 4 | 346 | 494 | −148 | 6  | vyřazení              |
| 6.   | Bosna a Hercegovina | 5 | 0 | 5 | 289 | 485 | −196 | 5  | vyřazení              |

### Skupina B
| Poř. | Tým       | Z | V | P | VB  | OB  | +/-  | B | Výsledek              |
| ---- | --------- | - | - | - | --- | --- | ---- | - | --------------------- |
| 1.   | Austrálie | 5 | 4 | 1 | 390 | 308 | +82  | 9 | postup do čtvrtfinále |
| 2.   | Kanada    | 5 | 4 | 1 | 356 | 301 | +55  | 9 | postup do čtvrtfinále |
| 3.   | Sbrsko    | 5 | 3 | 2 | 332 | 330 | +2   | 8 | postup do čtvrtfinále |
| 4.   | Francie   | 5 | 3 | 2 | 318 | 296 | +22  | 8 | postup do čtvrtfinále |
| 5.   | Japonsko  | 5 | 1 | 4 | 316 | 333 | −17  | 6 | vyřazení              |
| 6.   | Mali      | 5 | 0 | 5 | 306 | 450 | −144 | 5 | vyřazení              |

## Rozhodčí
| - Scott Beker - Christopher Reid - Andreia Silva - Maripier Malo - Yu Jung - Martin Vulić - Maj Forsberg - Sara El-Sharnouby | - Daigo Urushima - Yana Nikogossyan - Gatis Saliņš - Viola Györgyi - Ryan Jones - Julio Anaya - Wojciech Liszka - Johnny Batista | - Yasmina Alcaraz - Ariadna Chueca - Amir Taboubi - Özlem Yalman - Amy Bonner - Blanca Burns - Joyce Muchenu |

## Konečné pořadí
| Pořadí           | Země                |
| ---------------- | ------------------- |
| Zlatá medaile    | USA                 |
| Stříbrná medaile | Čína                |
| Bronzová medaile | Austrálie           |
| 4.               | Kanada              |
| 5.               | Belgie              |
| 6.               | Sbrsko              |
| 7.               | Francie             |
| 8.               | Portoriko           |
| 9.               | Japonsko            |
| 10.              | Jižní Korea         |
| 11.              | Mali                |
| 12.              | Bosna a Hercegovina |